# Arthur Peuchen

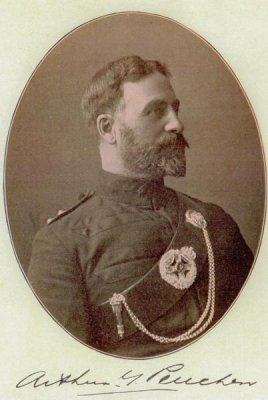
Major Arthur Peuchen

Arthur Godfrey Peuchen (* 18. April 1859 in Montreal, Québec, Kanada; † 7. Dezember 1929 in Toronto, Ontario, Kanada) war ein kanadischer Geschäftsmann, Militär und Yacht-Sportler. Er gründete 1897 den Chemiekonzern Standard Chemical, Iron & Lumber Company, dessen Präsident er bis 1914 war.

## Leben
Peuchen kam 1859 in Montreal als Sohn des aus der preußischen Provinz Westfalen stammenden Eisenbahnunternehmers Godfrey Emanuel Peuchen (1827–1876) und dessen aus Hull in England stammender Frau Eliza Eleanor Clarke (1830–1912) zur Welt. Er hatte zwei jüngere Schwestern, Alice und Nora, und einen jüngeren Bruder, Stanley Cooper Peuchen. Er wurde in Privatschulen in Montreal unterrichtet, bis die Familie 1871 nach Toronto zog. Dort begann seine militärische Laufbahn, als er The Queen’s Own Rifles of Canada beitrat, einem Regiment der kanadischen Streitkräfte. 1888 wurde er zum Lieutenant, 1894 zum Captain und 1904 zum Major ernannt. 1911 war er Marschall bei den Krönungsfeierlichkeiten von Georg V. von Großbritannien.
Am 26. April 1893 heiratete er Margaret Thomson (1867–1951), Tochter von John und Jessie Fairbairn Thomson aus Orillia, Ontario. Mit ihr hatte er eine Tochter, Jessie Thomson Peuchen (1894–1980; später Mrs. Henry Chichele Lefroy) und einen Sohn, Godfrey Alan Peuchen (1897–1983). Peuchens Großvater mütterlicherseits war ein Manager der London, Brighton and South Coast Railway. Sein Vater war als Eisenbahnunternehmer in Südamerika tätig gewesen, bis er 1850 nach Kanada auswanderte, um für die Grand Trunk Railway zu arbeiten. Peuchen lebte zwar mit seiner Familie in Toronto (599 Jarvis Street), fühlte sich jedoch besonders auf seinem 1869 im neugotischen Stil erbauten 38-Zimmer-Anwesen „Woodlands“ am Ufer des Lake Simcoe zu Hause, welches über eine Marina, einen Golfplatz und einen Tennisplatz verfügte.
Er interessierte sich für Chemie und perfektionierte bis 1897 eine Methode, um aus Hartholz und Unterholz nützliche chemische Verbindungen zu gewinnen, darunter Essigsäure, Aceton, Methanol und Formaldehyd. Die Produkte wurden in Kanada von der Textilindustrie und auch von Farmern genutzt, während das Aceton zur Produktion von Kordit verwendet wurde. Als Resultat gründete er im selben Jahr die Standard Chemical, Iron & Lumber Company, deren Präsident er wurde. Er besaß große Waldstücke bei Hinton in der Provinz Alberta und überwachte auch die Geschäfte der McLaren Lumber Company.
Peuchen war zudem ein begeisterter Segelsportler und Yachtbesitzer, der mit seiner 20-Meter-Yacht Vreda den Atlantik überquerte und wiederholt Pokale bei Regatten auf den Großen Seen gewann. Zeitweise war er Vice Commodore und Rear Commodore des Royal Canadian Yacht Club. Außerdem gehörte er mehreren sportlichen Vereinigungen wie dem National Club, dem Hunt Club, dem Ontario Jockey und dem Military Institute an (alles in Toronto).

## Titanic
Sein Unternehmen eröffnete nach und nach mehrere Standorte und Raffinerien in Kanada, aber auch in London, Paris und Deutschland. Aus diesem Grund reiste Peuchen viel per Schiff nach Europa. Auf der Rückreise von einer dieser Geschäftsreisen ging er am 10. April 1912 in Southampton als Passagier an Bord der Titanic, die zu ihrer Jungfernfahrt nach New York ablegte. Es war seine 40. Atlantiküberquerung. Er belegte die Erste-Klasse-Kabine C-104. Über die Tatsache, dass Kapitän Edward Smith das Kommando über das Schiff hatte, war Peuchen nicht erfreut, da er ihn für ungeeignet und zu alt hielt.
Als die Titanic in der Nacht zum 15. April 1912 sank, wurde Peuchen von einem Steward darüber informiert, dass sie mit einem Eisberg zusammengestoßen war. Er ging daraufhin zurück in seine Kabine und nahm drei Orangen und eine Anstecknadel mit. 200.000 US-Dollar in Aktien und Wertpapieren ließ er jedoch zurück, da er nicht daran glaubte, dass das Schiff sinken würde. Als auf der Backbordseite des Bootsdecks das Rettungsboot Nr. 6 zu Wasser gelassen wurde, bemerkte Peuchen, dass es sehr schwach bemannt war. Lediglich zwei männliche Besatzungsmitglieder, Robert Hichens und Frederick Fleet, saßen darin, ansonsten nur Frauen und Kinder aus der Ersten Klasse, darunter Margaret Brown, Helen Candee, Alice Cleaver und Leila Meyer, die Tochter von Saks-Fifth-Avenue-Gründer Andrew Saks. Er sprach den verantwortlichen Offizier, Charles Lightoller, an und bot sich als erfahrener Yachtsegler zur Unterstützung für die Bootsbesatzung an. Der in der Nähe stehende Kapitän Smith hörte das und schlug ihm vor, auf das darunter liegende Promenadendeck zu gehen, dort ein Fenster zu öffnen und so in das Boot zu steigen. Stattdessen ließ sich Peuchen an einem Seil in das bereits mehrere Decks tiefer liegende Boot hinuntergleiten. Dies war eine Ausnahme, da auf der Backbordseite während der Evakuierung nur Frauen und Kinder einsteigen durften.
Für sein Verhalten in Rettungsboot Nr. 6 wurde er später überwiegend kritisiert. Er unterstützte den Steuermann Robert Hichens in dessen Einstellung, der die Forderungen der Frauen ignorierte, zur Untergangsstelle zurückzurudern, um Schwimmer aufzunehmen. Zudem tolerierte er Hichens‘ verbalen Angriff auf Margaret Brown. Es wurde auch berichtet, dass er sich über Müdigkeit beklagte und erst zu einem Ruder griff, nachdem er von Margaret Brown dazu aufgefordert worden war. Auf die anderen Bootsinsassen wirkte es, als ob sich Peuchen überschätzte und sich als Profisegler für einen besseren Kommandanten hielt als den Steuermann Robert Hichens. Nach dem Untergang machte er öffentlich den Kapitän und die Besatzung der Titanic für die Katastrophe mitverantwortlich.

## Folgen
Für seine Rettung und für seine Einstellung und Aussagen nach dem Untergang wurde Peuchen in Toronto größtenteils als Feigling angesehen. Es mehrten sich Gerüchte, wonach seine bevorstehende Ernennung zum Lieutenant-Colonel der Queen’s Own Rifles of Canada nicht stattfinden würde. Die Ernennung fand trotzdem am 21. Mai 1912 statt. Zusätzlich erhielt er die Auszeichnung Officer’s Long Service Decoration für seine langjährige Heereszugehörigkeit.
Nach Ausbruch des Ersten Weltkriegs zog sich Peuchen von der Standard Chemical Company zurück, um das Kommando über das Home Battalion of the Queen’s Own Rifles zu übernehmen. Durch schlechte Investitionen verlor er in den 1920er Jahren einen Großteil seines Vermögens. Arthur Peuchen starb 1929 in Toronto und wurde auf dem örtlichen Mount Pleasant Cemetery beigesetzt. In der gleichnamigen Verfilmung von Walter Lords Buch über den Untergang der Titanic, A Night to Remember (1958), wurde er vom Schauspieler Robert Ayres dargestellt. 1987 wurde Peuchens Brieftasche inklusive Straßenbahntickets, Reiseschecks und Visitenkarten beim Wrack der Titanic gefunden.